# Ростовский рок-клуб
Ростовский рок-клуб — общественная организация, существовавшая в Ростове-на-Дону с 1986 года и прекратившая активную деятельность в начале 1990-х годов.

## Истоки
Первые ростки рок-музыки в Ростове-на-Дону появились в 1960-х годах с возникновением таких групп, как «Голубые тени», «Неудачники», «Утренняя Роса» и других. 9 мая 1969 года усилиями группы «Утренняя Роса» на одной из многочисленных баз отдыха на Левбердоне был проведён фестиваль «Вудсток-на-Дону», в котором приняли участие четыре ростовских команды: «Утренняя Роса», «Малыш и братья», «Корда» и «Неудачники».

## История Ростовского рок-клуба
Первой попыткой официального создания Ростовского рок-клуба можно считать заседание в январе 1986 года активистов местного рок-движения и чиновников городской администрации. Это собрание закончилось избранием лидера группы «День и Вечер» Валерия Посиделова председателем рок-клуба и составлением некоего протокола. Посиделов почти сразу сложил с себя полномочия председателя рок-клуба, предпочтя административной работе творческую деятельность. И оставаясь при этом одним из самых деятельных и активных участников местного рок-движения.
На смену Посиделову пришла Елена Артикульная, затем рок-клуб возглавил Пётр «Пит» Москвичёв.
Мощный андеграундный импульс деятельности рок-клуба и рок-движения города в целом придал Мирослав Немиров (1961—2016), вернувшийся в Ростов-на-Дону в 1987 году, после окончания филфака Тюменского государственного университета. Немиров — один из организаторови вдохновителей  так называемого сибирского панка и сотоварищ арт-группы «Искусство или смерть».
В 1989 году Петр Москвичёв создал на базе Дунькиного клуба «Студию Р», концертную площадку, на которую переместились выступления рок-клубовских групп и приглашаемых из других городов музыкантов.

## Наиболее значимые мероприятия рок-клуба
- 1987 — Фестиваль «Рок-марафон». I тур. ДК Строителей[8].
- 1987 — Фестиваль «Рок-марафон». II тур. Дворец Спорта[8].
- 1987 — Фестиваль Ростовского рок-клуба. Был запрещён администрацией города[9].
- 1988 — Фестиваль «Рок-707». ДК Строителей[10][11][12].
- 1989 — Фестиваль «Закрытая зона». Клуб РИИЖТ[13][14][15].
- 1989 — Праздник имени Великой Египетской царицы любви Клеопатры[16][17]. Выставочный павильон треста «ГлавСевКавСтрой». Акция была организована товариществом «Искусство или смерть» при активной поддержке музыкантов рок-клуба[18][19].
- 1989-1992 — серия концертов в «Студии Р» (Юрий Наумов, Майк Науменко и др.). Дунькин клуб.

## Группы Ростовского рок-клуба
Основные участники фестивалей и представители Ростовского рок-клуба:
- 12 вольт[20]
- Абонент 09
- Зазеркалье[21]
- Геликоптер Блюз Бенд[22]
- Матросская тишина (Москва—Ростов-на-Дону)
- Оникс (Новочеркасск—Ростов-на-Дону)
- Пекин Роу-Роу[23]
- Площадь согласия (Таганрог—Ростов-на-Дону)[24][14]
- Там! Нет Ничего
- Театр Менестрелей
- Элен
- Чистая Вода
- Новое время (Аксай)

## Консолидированный с РРК самиздат

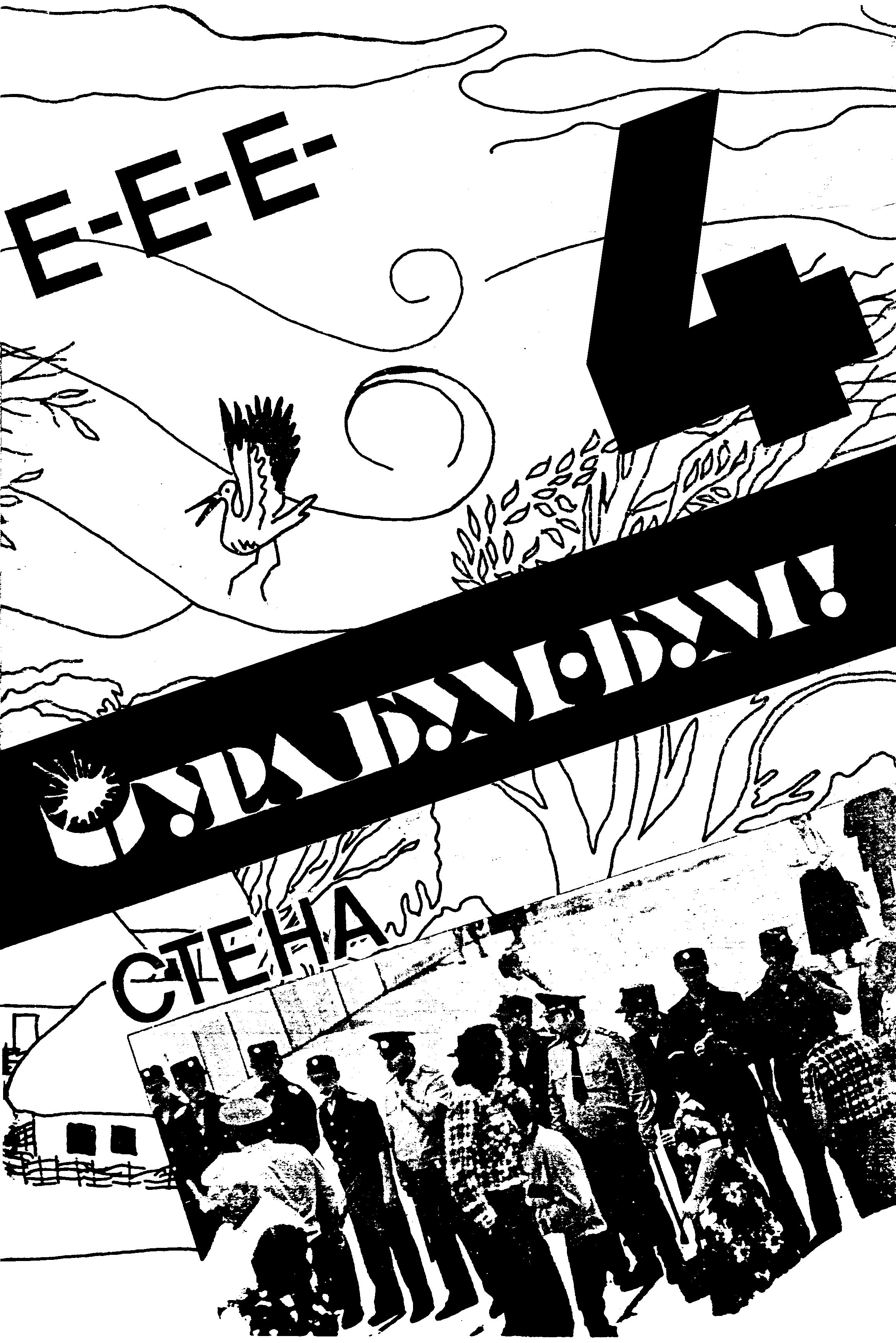
«Ура Бум-Бум!» № 4, 1990.

- Журнал «Донский бит имени Степана Разина» (ред. Пётр Москвичев, Мирослав Немиров)[25]
- Журнал «Приложение неизвестно к чему» (ред. Галина Пилипенко, Валерий Посиделов)[25]
- Журнал «Ура Бум-Бум!» (ред. Галина Пилипенко)[25]
- Медиа-проект «Иллюзия независимого радио» (ред. Галина Пилипенко, Валерий Посиделов)[26]
- Журнал «Рок-Опо» (ред. Игорь Ваганов)[25]
- Журнал «Палата» (ред. С. Ильич)